# Rock suédois
Le rock suédois désigne le rock interprété par des groupes et artistes suédois. Le pays possède une histoire musicale longue qui lui est propre.

## Histoire

### ABBA
En avril 1974, Blue Swede atteint la première place du classement américain Billboard Hot 100 avec une reprise d'un titre de B. J. Thomas intitulé Hooked on a Feeling. Le groupe est renommé Blue Swede aux États-Unis. Également en avril 1974, ABBA remporte le Concours Eurovision de la chanson de Brighton, en Angleterre, avec la chanson Waterloo. La reprise est un succès en Europe, et atteint la sixième place du Billboard Hot 100. Pendant quelques années, ABBA est classé 18 fois consécutive au top dix britannique, neuf de leurs chansons ayant atteint la première place. Totalisant 370 millions d'exemplaires vendus dans le monde, ABBA devient le groupe le plus rentable des années 1970. En 1977, Dancing Queen devient le seul hit numéro un d'ABBA au Billboard Hot 100. ABBA et Led Zeppelin sont les seuls à totaliser 8 albums consécutifs classés à la première place du Royaume-Uni.
Peu après la publication de leur septième album Super Trouper (1980), Benny Andersson et Anni-Frid Lyngstad d'ABBA décident de mettre un terme à leur mariage, ce qu'on fait Björn Ulvaeus et Agnetha Fältskog deux ans plus tôt. Cet événement n'empêche pas le quatuor de travailler ensemble. Le huitième album d'ABBA, The Visitors est publié en novembre 1981. Sentant que l'énergie commençait à se faire rare dans le groupe, ils décident de se séparer en 1982 ; les membres ne se réuniront plus depuis. Fältskog et Lyngstad poursuivent une carrière en solo. En 1982, Lyngstad fait paraître son premier album solo en anglais, Something's Going On produit par Phil Collins. Il suit de l'album Shine en 1984. Son dernier album A (2013) est le plus rentable, et est certifié disque de platine en Suède, et disque d'or au Royaume-Uni, en Allemagne, et en Australie.
Andersson et Ulvaeus collaborent avec Tim Rice sur Chess organisée pour la première fois à Londres en 1986. Deux chansons y sont jouées : One Night in Bangkok, qui aura atteint la troisième place du Billboard Hot 100, et I Know Him So Well qui aura atteint la première place des UK Singles Chart en février 1985.

### Europe et Roxette
En 1986, un groupe de hard rock originaire de Upplands Väsby, Europe, atteint la première place de 26 pays avec la chanson The Final Countdown. L'album homonyme atteint également les classements internationaux et se vend à plus de 7 millions d'exemplaires, dont 3 millions rien qu'aux États-Unis. Le single dénombre 8 millions d'exemplaires vendus. Le groupe suit avec plusieurs tournées en Europe, au Japon et aux États-Unis.
Marie Fredriksson et Per Gessle forment le groupe Roxette en 1986. Quatre de leurs chansons, The Look, Listen to Your Heart (les deux publiées en 1989), It Must Have Been Love (1990) et Joyride (1991), atteignent la première place du Billboard Hot 100,, tandis que leurs singles Dangerous (1990) et Fading Like a Flower (1991), atteignent la deuxième place du Billboard Hot 100. Join The Joyride World Tour 91-92 de Roxette attire 1,7 million de personnes dans le monde. En 1993, ils deviennent le premier groupe parlant une autre langue que l'anglais à être diffusé sur MTV Unplugged. En 1995, ils deviennent le premier groupe occidental à jouer en Chine depuis Wham! en 1985.
En 2003, le duo est décoré par Charles XVI Gustave « pour réussite appréciée en Suède et à l'international. » En date, leurs albums les plus rentables sont Joyride (11 millions) et Look Sharp! (9 millions). Au total, le duo recense plus de 45 millions d'albums et 25 millions de singles vendus à l'international,,.

### Ace of Base, The Cardigans
Les années 1990 assistent à la nouvelle vague des succès internationaux des productions pop suédoise. La pop suédoise est alors représentée par des groupes comme Ace of Base et The Cardigans. De nombreux groupes et musiciens suédois réussissent à atteindre le succès dans différents genres musicaux et se popularisent dans les années 1990 ; ils incluent Dr. Alban, Leila K, Army of Lovers, Yaki-Da, Stakka Bo, Rednex, Robyn, Eagle Eye Cherry, Emilia, Teddybears et Meja.
Ace of Base dénombre 23 millions de ventes pour leur premier album Happy Nation. Ils atteignent le succès dans les années 1990 avec de célèbres chansons comme All That She Wants (1993), The Sign, Don't Turn Around (les deux en 1994) et Cruel Summer (1998). Ces quatre chansons atteignent le top 10 du Billboard Hot 100 ; The Sign reste classée six semaines. Au début des années 1990, la scène dance suédoise devient active. En 1990, Denniz Pop produit le premier album de Dr. Alban Hello Africa avec Leila K. La chanson est classée cinquième en Allemagne. En 1992, Denniz Pop produit le second album de Dr. Alban, One Love, qui inclut les hits It's My Life et Sing Hallelujah. La même année, Leila K fait paraître son premier album Open Sesame (UK #23, Allemagne #5). Il est suivi d'une reprise de la chanson de Plastic Bertrand, Ça Plane Pour Moi. 1994 assiste à la publication du troisième album de Dr. Alban, Look Who's Talking ; le titre principal devient un hit en Europe.
En 1996, The Cardigans font paraître leur troisième album, First Band on the Moon. Robyn, à l'époque âgée de 17 ans, fait paraître les singles Show Me Love et Do You Know (What It Takes) sont publiés en 1997. Ils atteignent le top 10 du Billboard Hot 100.
En 1998, le second album de Meja, Seven Sisters est publié. Il contient le hit radio All Bout The Money, qui atteindra la 12e place des classements britanniques. Emilia Rydberg, elle, est mieux connue pour son hit international (1998-1999) Big Big World.
Les producteurs et interprètes Denniz Pop et Max Martin ont écrit des chansons pour de nombreux musiciens pop comme Britney Spears, Backstreet Boys, puis Céline Dion, Kelly Clarkson, Katy Perry, P!nk, Avril Lavigne, Leona Lewis et Jessie J.